# Brezglavi piščanec Mike
Brezglavi piščanec Mike (ang. Mike the Headless Chicken) (20. april 1945 – 17. marec 1947), znan tudi kot Čudežni Mike (ang. Miracle Mike) je bil piščanec, ki je živel 18 mesecev po tem, ko mu je lastnik odrezal glavo. Mnogi so mislili, da gre za prevaro, a ga je lastnik odnesel na Utah Univerzo v Salt Lake City, Utah, da bi dokazal resnico.

## Obglavljenje
10. septembra 1945 je Lloyd Olsen želel ubiti šestmesečnega piščanca Mikea za večerjo. Po nesreči ni zadel vratne vene, hkrati pa ni odsekal večine možganskega debla, zaradi česar je piščanec preživel.

## Piščanec po obglavljenju
Po obglavljenju je lahko Piščanec Mike še vedno:
- nerodno hodil
- iskal hrano
- se oglašal (ni več kokodakal, lahko pa je grgral).

Lastnik je Mikea hranil po kapalki z mešanico vode in mleka ter z majhnimi zrni koruze.

## Slava
Ko je piščanec zaslovel, ga je Olsen za plačilo razkazoval.

## Smrt
Mike se je do smrti zadušil marca 1947 v motelu v Phoenixu, Arizona. Ker je Lloyd Olsen trdil, da ga je prodal, so vse do leta 1949 krožile zgodbe o piščancu.